# Iglesia Madre Africana Metodista Episcopal de Sion
La Iglesia Madre Africana Metodista Episcopal de Sion (en inglés, Mother African Methodist Episcopal Zion Church) es una iglesia de Harlem, en Nueva York (Estados Unidos). También conocida como Madre Sion (Mother Sion), está ubicada en 140–148 West 137th Street entre las avenidas Lenox y Séptima (que en esta sección se llama Bulevar Adam Clayton Powell Jr.). Es la iglesia negra más antigua de Nueva York y la "iglesia madre" de la Iglesia Episcopal Metodista Africana Sion. El templo fue designada Monumento Histórico de la Ciudad de Nueva York el 13 de julio de 1993.

## Edificio
El edificio fue construido entre 1923 y 1925 y fue diseñado por George W. Foster Jr., uno de los primeros arquitectos afroamericanos de Estados Unidos. Es de estilo neogótico, con una "fachada simple", similar a varias otras iglesias  construidas en Manhattan a finales del siglo XIX y principios del siglo XX. El santuario tiene un diseño de "auditorio", de un tipo que se estaba volviendo popular entre las congregaciones protestantes en ese momento, en lugar de una forma de diseño de "cruz", que tiene un presbiterio profundo para el altar y una nave larga atravesada por dos transeptos. Los asientos están dispuestos en un amplio arco alrededor del altar y el púlpito, y cuenta con un amplio balcón en el segundo nivel, también en forma de arco. La capacidad de asientos dentro de la iglesia es de aproximadamente 1000.
El edificio actual es el sexto en albergar a la congregación.

## Historia
La congregación fue formada en 1796 por miembros afroamericanos de la Iglesia Metodista de John Street, predominantemente blanca. Aunque esa iglesia era abolicionista en su orientación, la segregación racial aún se aplicaba de otras maneras. Como lo describió un historiador de esta organización:

A los miembros de color no se les permitía venir al sacramento (la Sagrada Comunión) hasta que todos los miembros blancos, incluso los niños, hubieran comulgado.: 28–36, 156–160 

El obispo fundador que dirigió la congregación fue James Varick, cuya tumba se encuentra debajo del santuario del edificio actual. La congregación original contaba con unos 100 miembros, que se reunían en un salón alquilado. La congregación se reunió en varios otros lugares de Manhattan –incluso en Church y Leonard Street, Bleecker Street y 127 West 89th Street– antes de mudarse a 151 West 136th Street en Harlem en 1914, y luego establecerse en la ubicación actual.
A nivel nacional se conoció la congregación como la "Iglesia de la Libertad" por su papel vital en el movimiento abolicionista de los Estados Unidos, y fue un refugio del ferrocarril subterráneo. Sojourner Truth era miembro de la congregación y habló desde el púlpito en contra de la esclavitud. Harriet Tubman y Frederick Douglass fueron miembros de la conferencia A. M. E. Zion en otras congregaciones. La identificación de Mother Zion con el movimiento abolicionista llevó a que fuera atacado por una turba antinegra durante los disturbios abolicionistas de 1834, que duraron tres días. Se rompieron ventanas en Mother Zion y se incendiaron varias iglesias. El periódico New York Evening Post del 12 de julio de 1834 denunció los ataques como una "vergüenza".
El templo también se convirtió en un importante centro cultural para la comunidad afroamericana de la ciudad. Paul Robeson, hermano del pastor Benjamin C. Robeson, habló desde el púlpito. El activismo de Robeson por los derechos civiles lo llevó a trabajar con miembros prominentes del Renacimiento de Harlem como Langston Hughes y W. E. B. Du Bois. Desde la década de 1920 hasta la de 1960, Bertha Des Verney fue directora de teatro y coro en la iglesia, y produjo conciertos y desfiles históricos para recaudar fondos y alcanzar a la comunidad.
La iglesia sigue patrocinando programas sociales destinados a ayudar a los miembros de la congregación y la comunidad circundante. En el vestíbulo se exhiben artefactos históricos de sus 200 años de historia.